# Nati Mistral
Pour les articles homonymes, voir Mistral.
Nati Mistral, née à Madrid en 1928 et morte en 2017 dans cette même ville, est une actrice et chanteuse espagnole, dont la carrière est étroitement liée au Mexique et à l'Argentine. Sa carrière s'est développée essentiellement au théâtre, elle était la représentante de l'accent castillan de la chanson espagnole.

## Biographie
Natividad Macho Álvarez naît le 13 décembre 1928 dans la capitale espagnole. Elle passe son enfance près de la Gran Vía. Elle se range, durant la guerre d'Espagne, du côté des nationalistes franquistes puis débute une grande carrière artistique sous le régime, dès 1944. Elle prend le nom de scène de Nati Mistral, en hommage à la poétesse chilienne Gabriela Mistral, dont sa mère est une grande admiratrice. 
Dès ses débuts, elle touche à tous les domaines artistiques. Elle interprète d'abord des coplas, des pasodobles, des boleros, des zarzuelas, des rancheras et des valses péruviennes. Elle tient également le rôle principal de nombreux films : María Fernanda, la Jerezana (1947), Oro y marfil (1947), Currito de la cruz (1949) et Cabaret (1953). 
Elle enchaîne les succès populaires, avec des chansons comme Flor de té, Bajo los puentes de París, Mala entraña, Agua que no has de beber, Paisajes de Catamarca, Tata Dios, Guitarra, dímelo tú, Yo vi llorar a Dios, No soy de aquí, Bien se ve, El corralero et La balada para un Loco.
Elle triomphe également comme comédienne : Fortunata y Jacinta (1969), Médée (1970), Los padres terribles(1995), La Celestina (2001) et, plus récemment, La Dorotea (2001), Inés desabrochada (2004) ou encore Tras las huellas de Bette Davis (2007). Elle est considérée comme l'une des pionnières des comédies musicales. 
Après une carrière prolifique et reconnue, elle décède à Madrid le 20 août 2017.